# Renault F1
A Renault F1, a Renault autógyár Formula–1-es versenycsapata. A Renault már hosszú ideje jelen van a motorsportban, Szisz Ferenc egy Renault-val nyerte meg az első francia nagydíjat, amelyet sokan a Grand Prix-versenyzés születésének tekintik. A Renault konstruktőrként és motorszállítóként egyaránt részt vett több megszakítással a Formula–1-ben, a '70-es évek vége óta. A Renault vezette a turbómotort a Formula–1-be, amelyet már 1977-es debütálásukkor, a brit nagydíjon alkalmaztak, az RS01-ben. Számos világbajnoki címet értek el motorszállítóként (szívómotor) a Williams és a Benetton csapattal a '90-es években. Konstruktőrként 2002-ben tértek vissza, Benetton csapat felvásárlásával. 2005-ben és 2006-ban az egyéni és a konstruktőri címet is megszerezték Fernando Alonsóval. A csapat székhelye Enstone-ban, az Egyesült Királyságban van, ahol a kasztnikat tervezik és építik. A motorokat a Párizs környéki Viry-Châtillon-ban készítik.
2009 végén a francia gyár a csapat tulajdonának többségét eladta, ezután csak a motorgyártás tartozott az anyacég alá. A Renault márkanév használatát viszont továbbra is engedélyezték. 2011-ben a csapat a Lotus Cars támogatása révén Lotus Renault GP néven, brit licenccel versenyzett. 2012-től elhagyták a Renault-t a csapatnévből és Lotus F1 Team néven folytatták tovább. 2016-tól újra gyári csapattal versenyeznek.
A 2020-as olasz nagydíj nagydíjon bejelentették, hogy 2021-től Alpine F1 Team néven versenyeznek és a kék szín is visszakerül autóikra. A Reanult bejelentette, hogy 2025 év végétől leállítja F1-es motorprogramját és ügyfélcsapatként működik tovább az Alpine.

## Története

### Bemutatkozása csapatként (1977–1985)

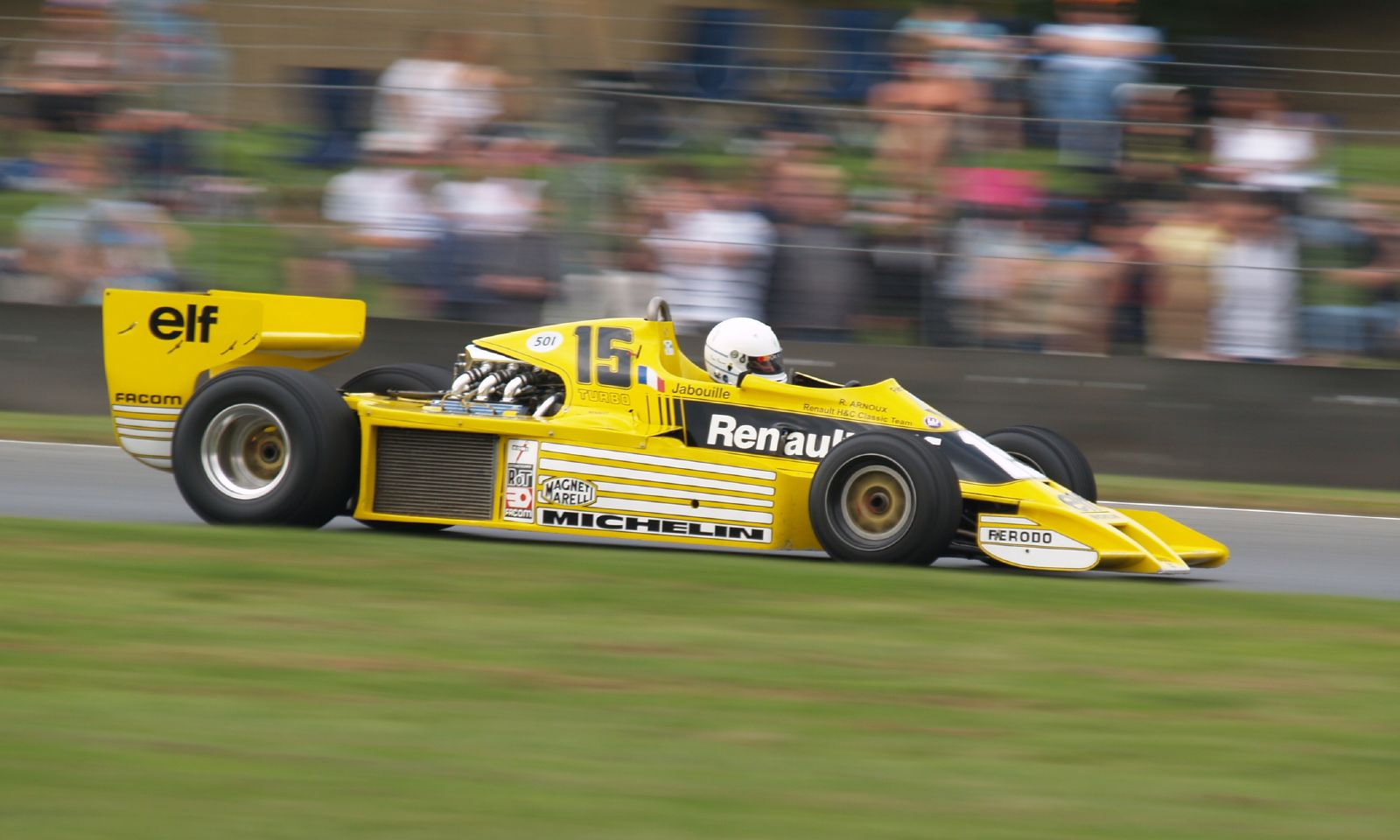
Első autójuk, a Renault RS01 (1977-1979)

A Renault az 1970-es években kezdte meg programját az autósportban. 1977-ben debütáltak a brit nagydíjon csapatként a Formula–1-ben. 1,5 literes, V6-os elrendezésű turbómotorokkal léptek színre, ami akkoriban nagy újdonság volt, később azonban általánossá vált. Az évad öt versenyén egyetlen versenyzőjük, Jean-Pierre Jabouille négyszer kiesett, egyszer nem kvalifikálta magát. Az autó gyakran hibásodott meg, általában a motorja, vagy a turbófeltöltője. A turbóból felszálló fehér füst miatt az autók a sárga teáskanna gúnynevet kapták a paddockban.
1978-ban továbbra is megbízhatósággal voltak problémák. Jabouille a gyors monzai pályán a 3. helyre kvalifikálta magát, de 5 kör után kiesett. A szezon utolsó előtti versenyén, az amerikai nagydíjon egy 4. hellyel megszerezték első pontjaikat. 1979-ben Jabouille mellé René Arnoux-t szerződtették másik versenyzőnek. Dél-Afrikában Jabouille megszerezte a pole-t, de ismét kiesett. Dijonban, a hazai francia nagydíjon Jabouille a Renault első győzelmét szerezte meg, amely egyben az első turbómotoros győzelem volt. Arnoux harmadik lett szoros küzdelemben Villeneuve mögött.

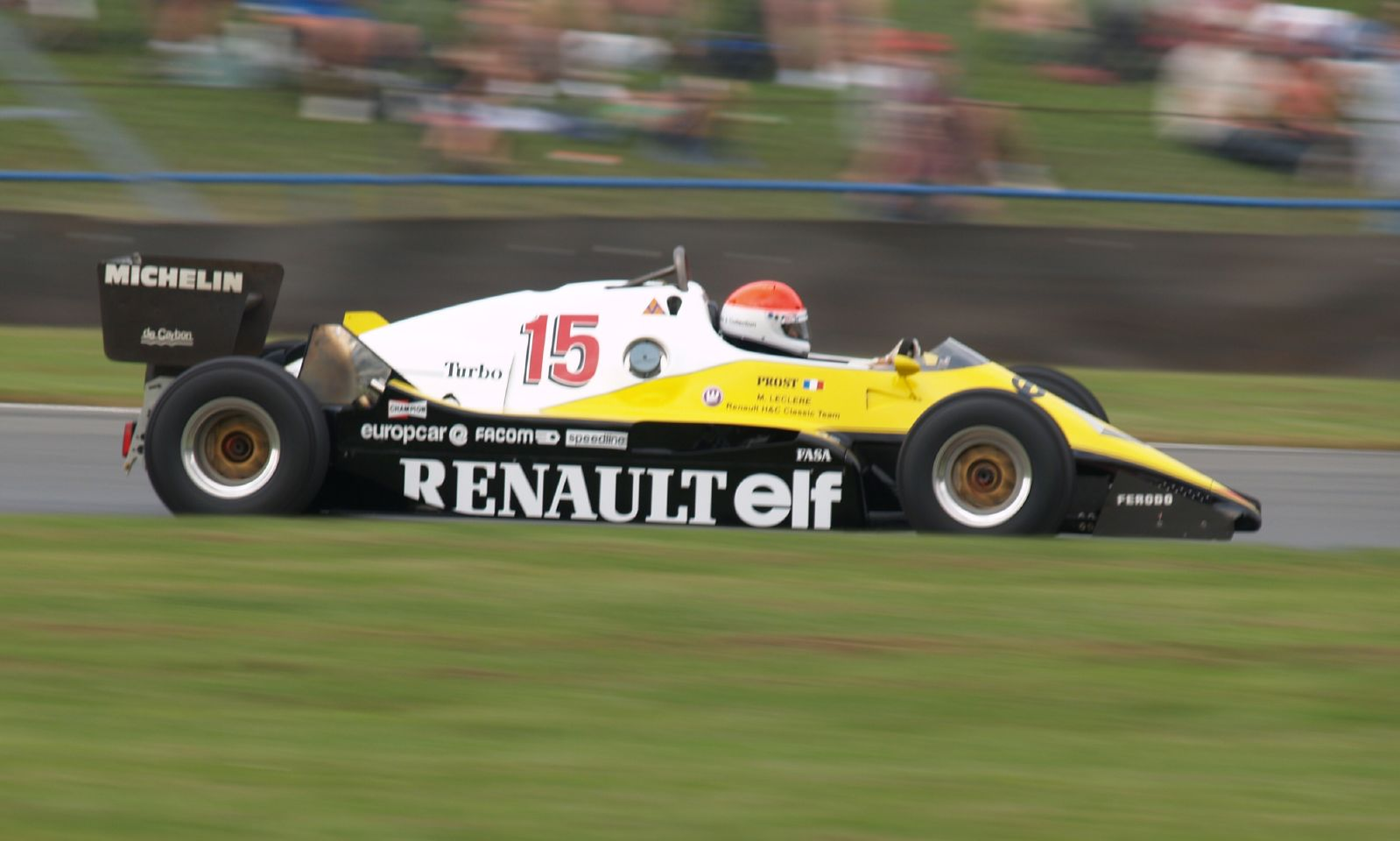
Az 1983-as autó, a Renault RE40

1980-ban Arnoux egymás után kétszer győzött Brazíliában és Dél-Afrikában. Jabouille továbbra is sokszor esett ki, egyedül Ausztriában szerzett pontot, ahol győzött. Az év végén Jaboulli súlyos balesetet (lábsérülés) szenvedett, ami gyakorlatilag pályafutása végét jelentette.
Helyére 1981-ben Alain Prost érkezett a McLarentől, aki nagy lendületet adott a csapatnak. A három évben (1981-1983) a Renault a konstruktőri világbajnokságban kétszer harmadik, egyszer második lett. Prost 9, Arnoux 2 győzelmet szerzett a csapatnak ez idő alatt. Arnoux 1982-ben elhagyta a csapatot és a rivális Ferrarihoz ment, helyére Eddie Cheevert igazolták le. 1983-ban a Renault és Prost is nagyon közel került a címhez, de végül Nelson Piquet nyert a Brabham-BMW-vel.
Miután Prost visszament a McLarenhez, a csapatot folyamatos gyengülés jellemezte. A sportágban elterjedtek a turbómotorok, és már nem a Renault-é volt a legjobb. Két pilótája, Derek Warwick és Patrick Tambay 1984-ben és 1985-ben alig néhány dobogós helyet szerzett. Az 1985-ös német nagydíjon a csapat egy harmadik autót is indítottak, amit François Hesnault vezetett. Első alkalommal építettek autójába kamerát, amely élőben közvetített belső felvételeket a televíziónézők számára. A versenyző 8 kör megtétele után kuplungproblémával állt ki. 1985 végén a Renault mint csapat, visszavonult a Formula–1-ből.

### A Renault, mint motorbeszállító

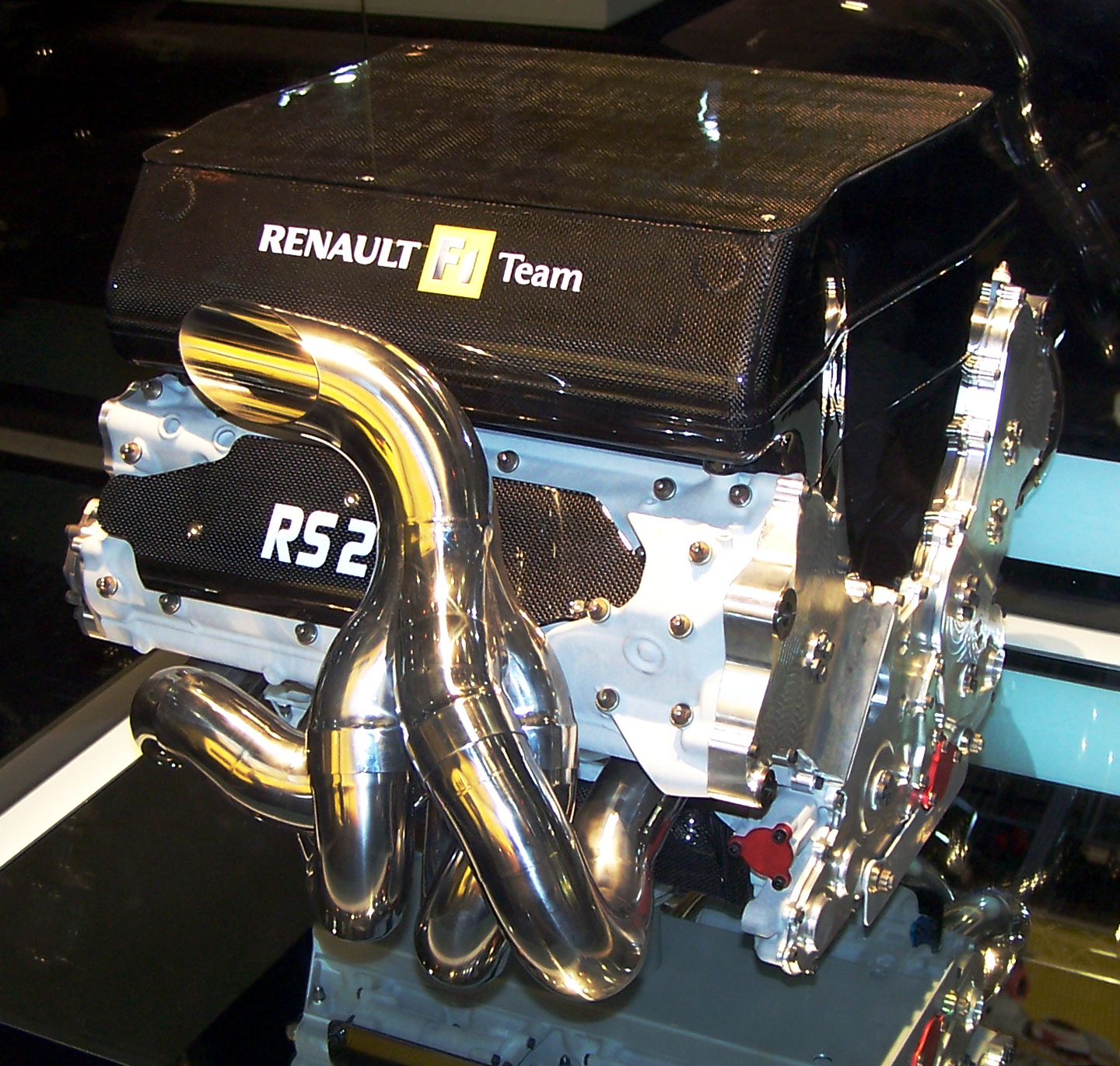
2007-es Renault motor

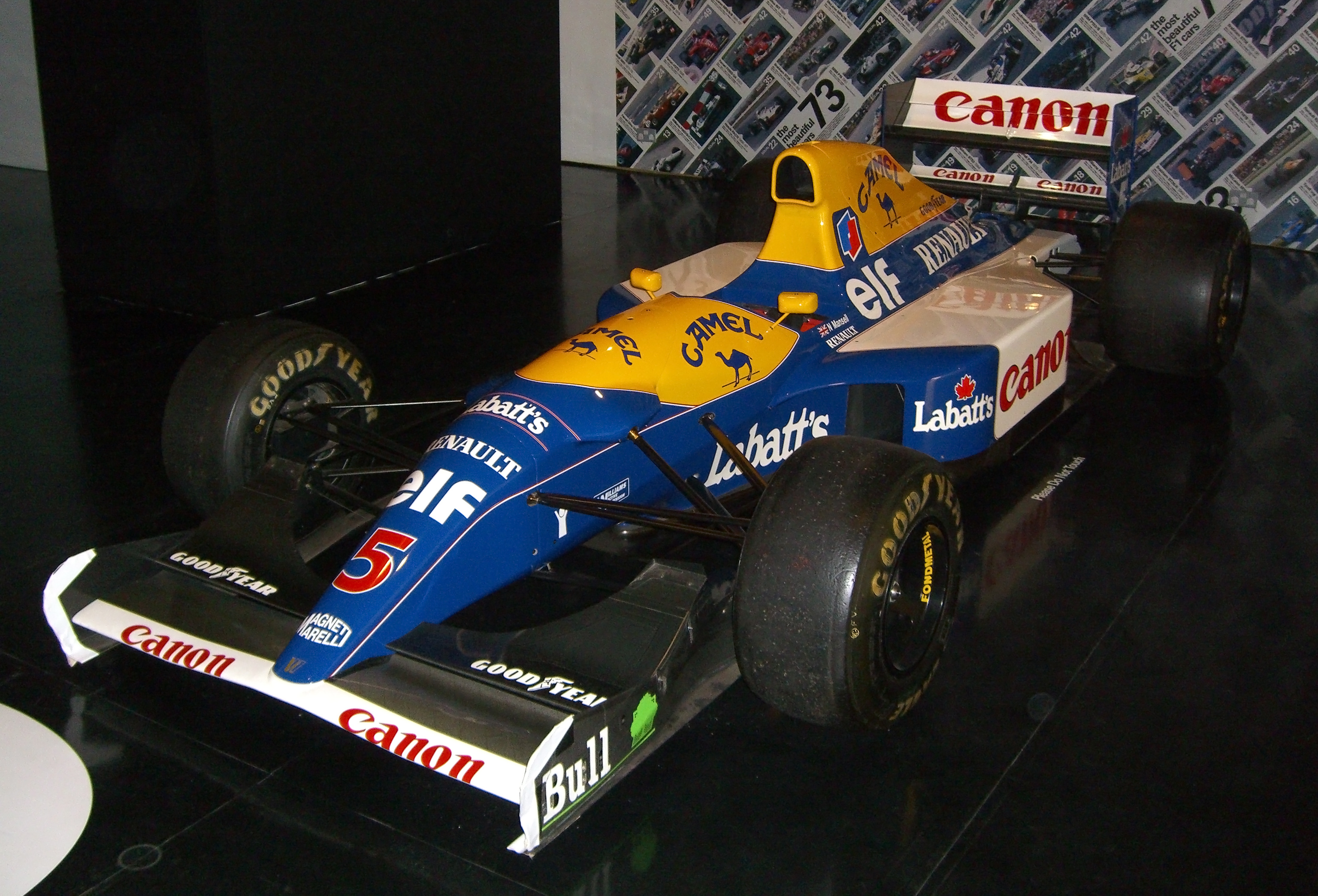
Az 1992-es Renault motoros Williams

A Renault 1983 óta szállít be motorokat a Formula–1-be. Kezdetben a Lotusnak szállított, egy évvel később a Ligier is ezeket a motorokat alkalmazta autóiban. A háromszoros világbajnok Ayrton Senna az 1985-ös portugál nagydíjon az első győzelme mellett a Renault motorok első dobogós helyét szerezte meg. 1985-ben a franciák, miután csapatuk visszavonult, csak a motorokra koncentráltak. 1986-ban a Tyrrell csapat is Renault partnere lett.
1986-ban, négy év után egy időre visszavonult a motorgyártástól.
1989-ben újra visszatért, és ezúttal a Williamsnek szállította az erőforrásokat. A Williams 1992-ben, 1993-ban, 1996-ban és 1997-ben megnyerte az egyéni és a konstruktőri világbajnokságokat is, 1994-ben a konstruktőrit. A Williams mellett a Ligiernek is partnere volt 1992 és 1994 között. A Benettonnak 1995-től 1997-ig, majd 2001-ben szállított erőforrásokat. A csapat 1995-ben mindkét világbajnoki címet megnyerte.
1997 végén a Renault hivatalosan távozott a Formula–1-ből, de 1998-ban a Mecachrome-mal, majd 1999-től a Flavio Briatore által alapított Supertec-kel együttműködve 1998-tól 1999-ig a Williamsnek, 1999-ben a British American Racingnek, 2000-ben az Arrowsnak, 1998-tól 2000-ig Playlife néven a Benettonnak szállítottak korábbi 1997-es (tehát elavult konstrukciónak számító) erőforrásokat.
2007-2018 óta motort szállított a Red Bull Racingnek, 2011-2014 között a Team Lotusnak, 2012-2013-ban a Williamsnek, 2014-2017 között (kivéve 2016-ban)a Toro Rosso csapatának, 2018-2020 között a McLaren-nek.

### Visszatérése csapatként (2002–2010)

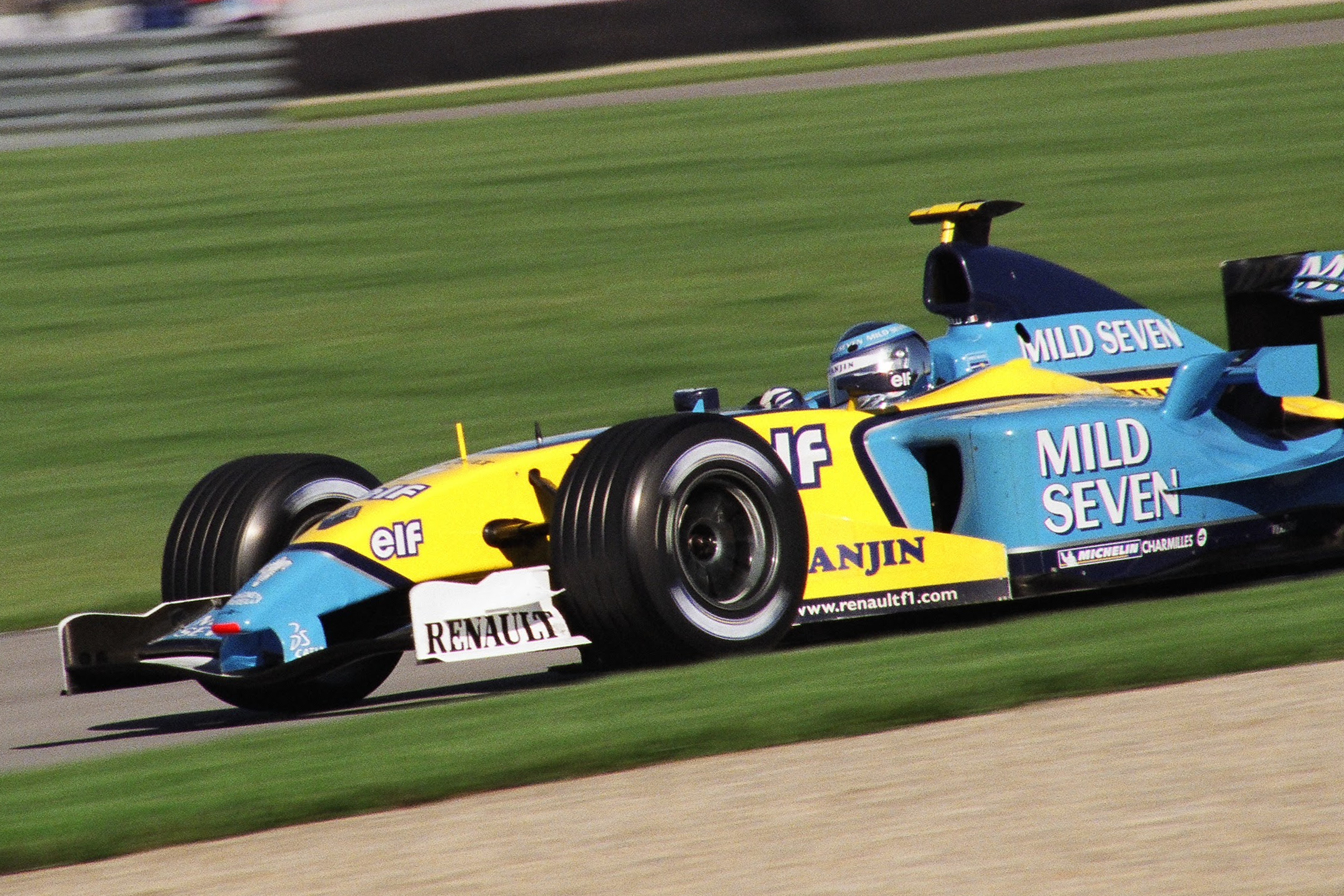
Trulli 2003-ban

2000. március 16-án 120 millió dollárért felvásárolták a Benettont, de 2000-ben és 2001-ben a Benetton név alatt versenyeztek. 2000-ben Giancarlo Fisichella és Alexander Wurz 20 pontot és 2 dobogós helyezést szerzett. 2001-ben Jenson Button váltotta Wurzot, a páros 10 pontot szerzett, Fisichella egyszer állhatott dobogóra. 2002-ben a Benettont Renault F1-re nevezték át. Fisichella a Jordanhez igazolt át, helyére Jarno Trulli érkezett. Button és Trulli 23 pontot szerzett, de a dobogóra nem sikerült felállniuk. Miután 2003-ban Buttont elbocsátották (amit akkoriban sokan bíráltak), az előző évi tesztversenyző Alonsót ültették be helyére. Alonso hungaroringi győzelme az első volt a csapat számára az 1983-as osztrák nagydíj óta.
2004-ben a konstruktőri második hely volt a cél a csapat számára. Trulli győzött a monacói nagydíjon, de kapcsolata megromlott a csapatvezető Briatorével, emiatt az utolsó versenyeken már nem a Renault, hanem a Toyota színeiben versenyzett. Helyére az 1997-es világbajnok Jacques Villeneuve-öt igazolták le. A kanadai azonban pontot sem tudott szerezni, így a Renault harmadik lett a konstruktőrök között, a Ferrari és BAR mögött.

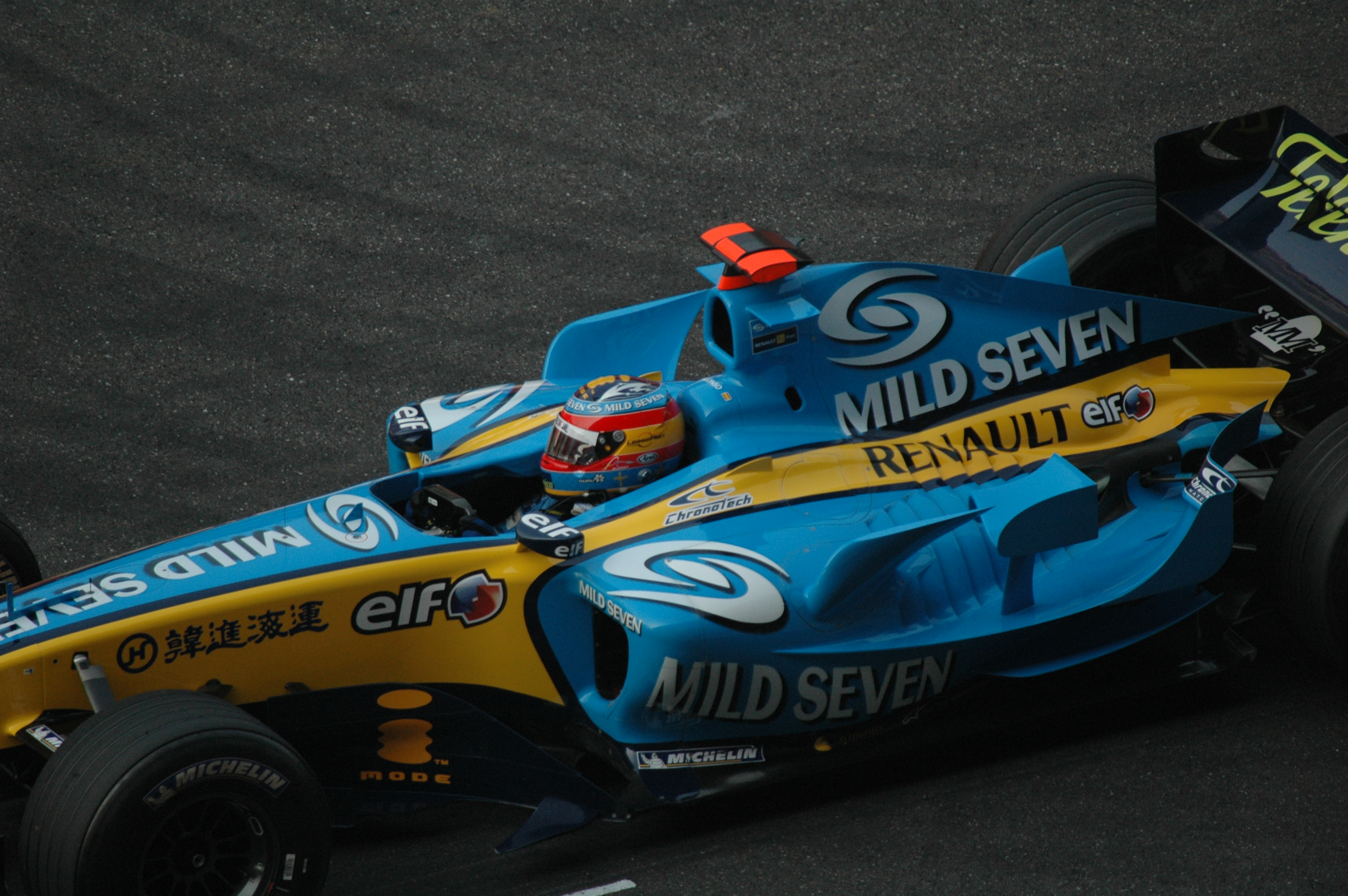
Alonso 2005-ben, Kínában

2005-ben Fisichella lett a második számú versenyző Alonso mellett. Az olasz a szezonnyitó ausztráliai esős időmérőn aratott elsősége után a futamgyőzelmet is megszerezte. A következő három futamon Alonso nyert, és a szezon során egyre nagyobb előnyre tett szert. Fisichella Alonsóval szemben gyengébben teljesített, számos alkalommal kiesett. A San Marinó-i nagydíjtól kezdve a Renault legfőbb riválisa a gyors, de nem annyira egyenletesen teljesítő McLaren-Mercedes lett Kimi Räikkönennel. A McLaren a brazil nagydíjon aratott kettős győzelme után átvette a konstruktőri bajnokság vezetését, de ugyanitt biztosította be Alonso vb címét is és lett "minden idők" legfiatalabb világbajnoka. Az utolsó két versenyen a Renault visszavette a csapat-világbajnokság vezetését, és megszakította a Ferrari 6 éve tartó konstruktőri győzelmi sorozatát.

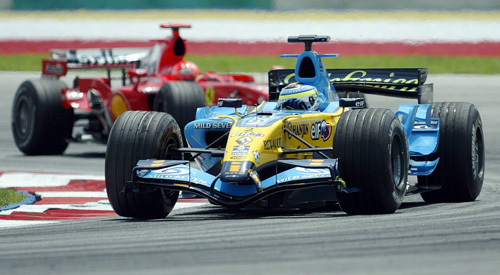
Fisichella megnyerte a 2006-os maláj nagydíjat

A 2006-os év hasonlóan jól kezdődött a csapat számára: Alonso győzött a szezonnyitó bahreini nagydíjon, majd Malajziában a Renault első kettős győzelmét aratta 1982 után. Alonso további győzelmeket aratott hazai versenyén, Barcelonában, Monacóban, Silverstone-ban, és Kanadában. Az amerikai nagydíjtól kezdve a Ferrari tűnt erősebbnek a szezonban. Míg a Ferrarik kettős győzelmet arattak a Renault versenyzői a 3. és az 5. helyet szerezték meg. Franciaországban és Németországban is a Ferrari nyert. 2006 július 21-én az FIA betiltotta az ellensúlyos lengéscsillapítókat, amelyet a Renault alkalmazott először, emiatt sokat vesztettek gyorsaságukból a kanyarokban. A kínai nagydíj után Schumacher átvette az egyéni vb vezetését, de Japánban kiesett, így hátránya szinte behozhatatlanra, 10 pontra nőtt. Brazíliában Alonso második lett, ezzel megszerezte saját maga és a Renault második világbajnoki címét.
2006 októberében bejelentették, hogy a holland ING lesz a Renault főszponzora három évig, a Mild Sevent váltva.

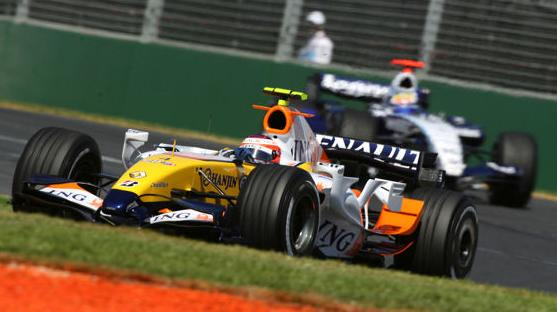
Heikki Kovalainen 2007-ben

2007-ben Alonso elhagyta a csapatot, mely visszaesett a McLaren, a Ferrari és a BMW Sauber után a középmezőnybe. Alonso helyére Heikki Kovalainen, a csapat korábbi tesztpilótája érkezett. Kovalainen és a csapat legjobb eredménye az esős japán nagydíjon elért második hely volt. A 2007-es évet a csapat a McLaren kizárása után végül harmadik helyen fejezte be, 51 ponttal.
2008-ra Fernando Alonso visszatért a francia csapathoz, a háromszoros világbajnok Nelson Piquet fiát, Nelshino Piquet-t kapta csapattársul. Alonso szerencsés ausztráliai 4. helye ellenére már az első versenyek után nyilvánvalóvá vált, hogy a csapat 2008-as konstrukciója nem versenyképes az élcsapatokkal, de még a 2007-es teljesítményétől is elmarad. A bahreini nagydíjat követő kollektív Formula–1-es teszten számos változtatást hajtottak végre az autón. A motor fölé egy látványosan hátranyúló légterelő elemet építettek, amitől a stabilitás javulását várták. A spanyol nagydíjon érezhetően gyorsabbak voltak az autók. Alonso hazai közönség előtt a 2. helyre kvalifikálta magát az időmérő edzésen kevés üzemanyaggal, de motorhiba miatt kiesett. A kanadai nagydíjon a Renault mindkét versenyzője pontszerző helyen autózott, Alonso akár dobogós is lehetett volna, de végül mindketten kiestek műszaki hiba miatt.

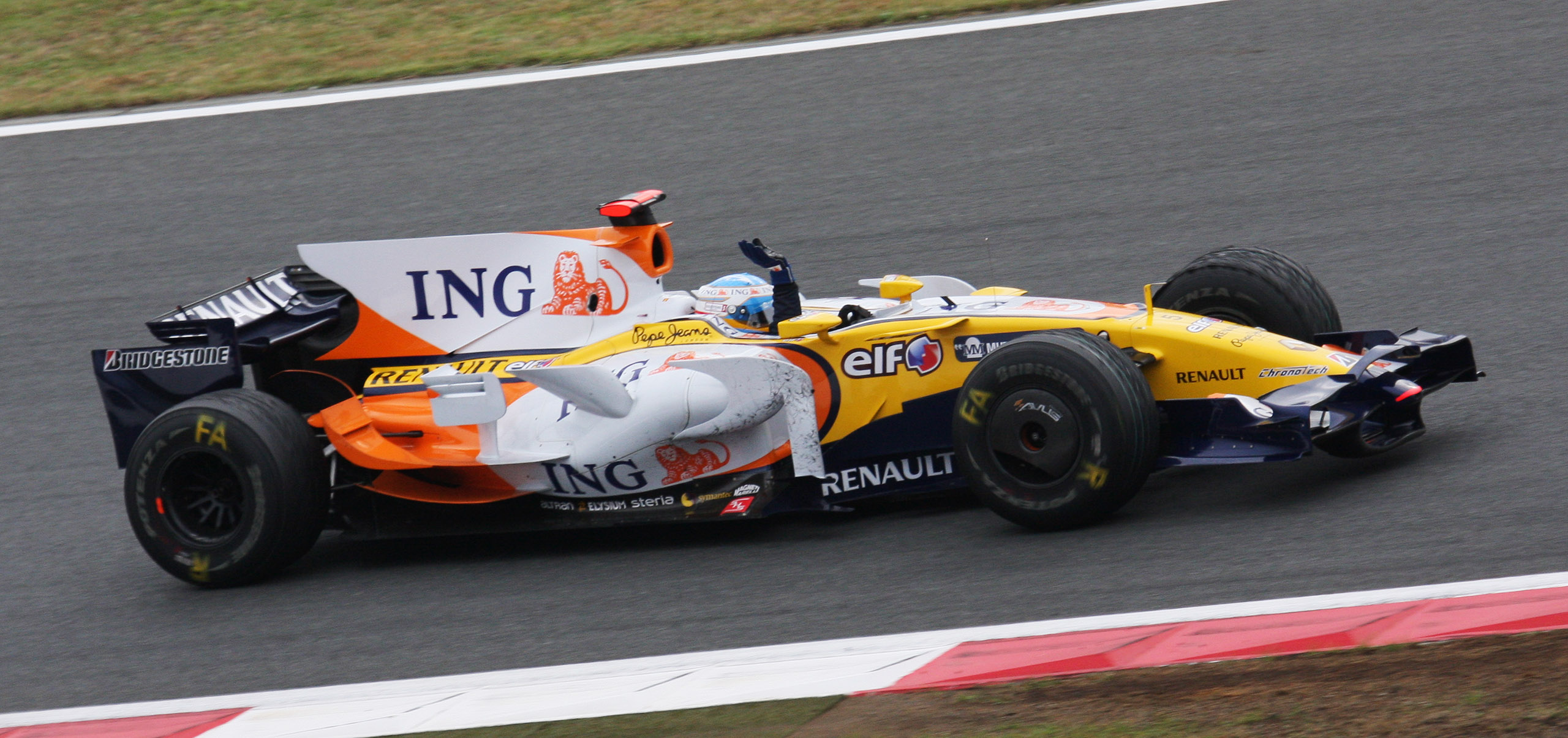
Alonso a japán nagydíjon aratott győzelmét ünnepli

Franciaországba, a csapat hazai versenyére új fejlesztésekkel érkezett a Renault. Alonso a 3. helyről indulva visszacsúszott, amikor a korai első boxkiállása után nagy forgalomba került. Alonso nem sokkal a leintés előtt a 7. helyen autózott, amikor az egyik lekörözött Force India-versenyző miatt lecsúszott a versenyívről, és a közvetlenül mögötte autózó csapattársa megelőzte. Piquet először szerzett pontot és végzett Alonso előtt a szezonban.
Németországban Piquet szerencsés boxtaktikával második, Alonso csak a tizenegyedik lett.
A szezon vége felé a csapat egyre versenyképesebb lett. Alonso negyedik lett Belgiumban, majd Olaszországban is.
Szingapúrban a Renault-k csak a 8. sorból rajtolhattak. Alonso első boxkiállásakor Piquet falhoz csapta kocsiját. Kubicát és Rosberget SC-szakasz alatti tankolás miatt, elküldték Stop&Go büntetésre, így a Renault megszerezhette a 2006-os japán nagydíj óta első győzelmét, Japánban következett az ismétlés, ezúttal is a körülmények szerencsés összejátszása miatt, de jóval meggyőzőbben Alonso nyert, amit Piquet 4. helye tett értékesebbé.
Kínában ismét erős volt a csapat, Alonso a szezonban 5. alkalommal lett a negyedik.
A szezonzáró Interlagosban a rajt előtt egy kis eső szerepelt közjátékként. A felszáradó pályán Alonso viszonylag hamar kiment száraz pályás gumikért, aminek egy 2. hely lett az ára, amit a leintésig megtartott. Piquet hazai versenye 2 kanyar erejéig tartott.
A Renault 80 ponttal a 4. helyen végzett a csapatvilágbajnokságban. A pontok nagy részét Alonso szerezte, míg Piquet helyzete egyre bizonytalanabb lett a Renault-nál.

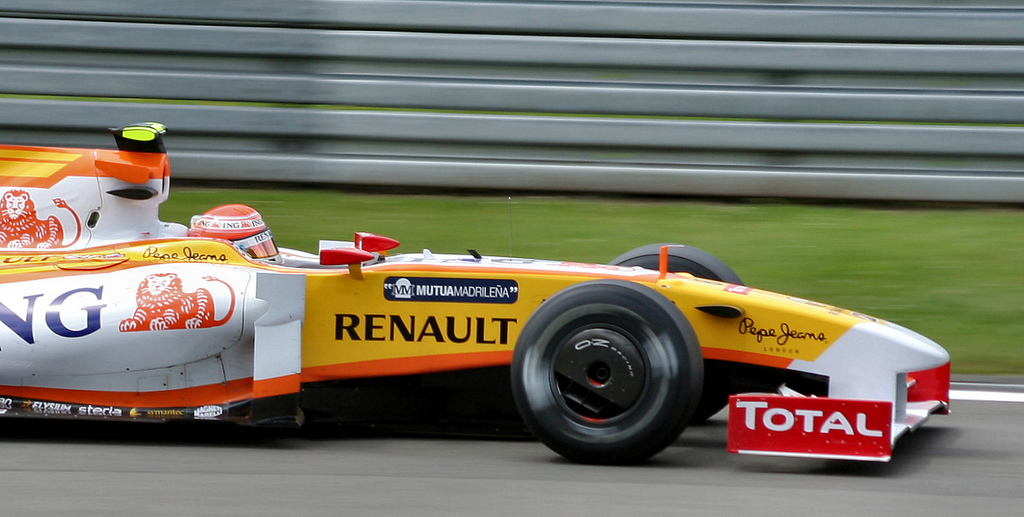
Piquet a német nagydíjon

2009-ben a csapat változatlan felállással kezdte az évet. Az új szabályoknak megfelelően épített Renault R29 az első teszteléseken a leglassabbak között volt, a későbbi tesztek során javítottak, de látványosan elmaradtak a legjobb eredményeket produkáló Brawnoktól. Az idénynyitón kisebb csalódást keltve csak a 10. helyről indulhatott, de a versenyen jól küzdve, a kieséseknek is köszönhetően feljött az 5. helyre. A maláj nagydíjon Alonso a 9. helyről a 3. helyre jött fel a rajtnál, később megcsúszott és visszaesett a mezőny hátsó részébe, amikor lefújták a monszuneső miatt a versenyt. A Motorsport Világtanács engedélyezte a Brawn, a Toyota és a Williams által használt duplafedeles diffúzorok használatát, így a Renault is ennek kifejlesztésére kényszerült. Kínára elkészült egy ideiglenes változata, amellyel Alonso a 2. helyet szerezte meg az időmérőn, a két Red Bull-Renault által közrefogva. A versenyen ismét esett az eső, ami tönkretette a könnyű autóval induló Alonso taktikáját, majd hibázott is, így 9. lett. A bahreini hőségben Alonso folyadék-utánpótlás nélkül versenyzett, 8. lett.
A spanyol nagydíjra a Renault erre a versenyre kisebb újításokkal készült, de ez nem hozott átütő sikert. Alonso némi szerencsével az 5. helyen végzett hazai szurkolói előtt. Monacói 7. helyével ismét csak Alonso szerzett pontot Piquet-vel ellentétben.
Ezután Isztambulban és Silverstone-ban nem tudtak pontot szerezni, de a Nürburgringen az új fejlesztéseknek köszönhetően Alonso a 7. helyen végzett a leggyorsabb kört magáénak tudva.
A magyar nagydíjon hosszú idő után ismét pole pozícióból kezdhette Alonso a futamot, de a 12. körben történt kerékcseréje alatt szerelői rosszul rögzítették a jobb első kerekét, az levált így vissza kellett mennie a boxba, majd 3 körrel később műszaki hiba miatt végleg feladta a versenyt. Az FIA eltiltotta a csapatot a következő európai nagydíjról, mivel Alonso rosszul rögzített kereke balesetveszélyes volt, de később visszavonta a döntést. A szezonban egyetlen pontot sem szerző Piquet-t a magyar nagydíj után elbocsátották a Renault-tól, a francia Romain Grosjean-t ültették be a brazil helyére.

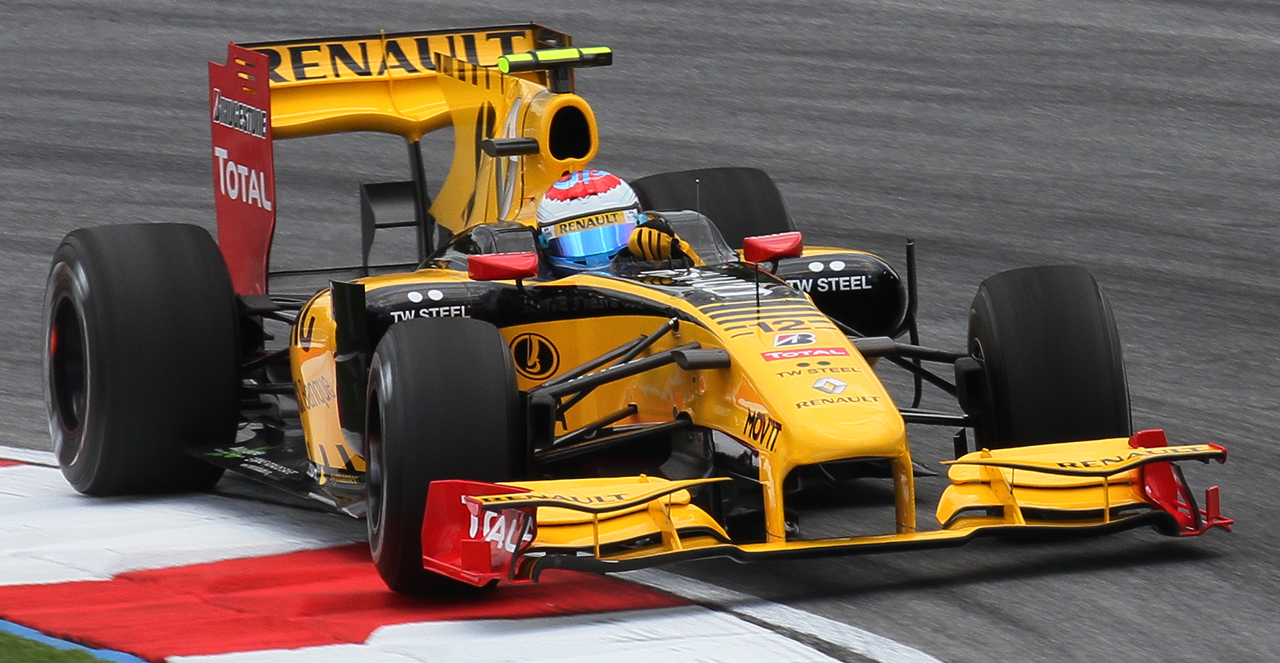
Petrov 2010-ben, Sepangban

2009. szeptemberében kiderült, hogy a csapat Piquet balesetével tudatosan befolyásolta a 2008-as szingapúri nagydíjat, amelynek köszönhetően Alonso jelentős előnybe került, majd győzni tudott. A csapatfőnök Flavio Briatorét örökre (később visszavonták), a technikai igazgató Pat Symonds-t öt évre tiltották el a Formula–1-től, a Renault új csapatfőnöke ezután Bob Bell lett. A csapat kétéves felfüggesztett eltiltást kapott, névadó szponzora, az ING elhagyta a Renault-t.
A szingapúri nagydíj után kiderült, hogy Alonso leszerződött a Ferrarival a 2010-es idényre, helyét az egykori pártfogoltjuk, Robert Kubica veszi át a 2010-es idénytől.
2010. január 5-én Éric Boullier-t nevezték ki csapatfőnöknek, Bob Bell maradt technikai igazgatóként. A Renault eladta csapatának nagy részét egy luxemburgi cégnek, a Genii Capitalnak. A Renault 25%-ot megtartott magának, és eldöntötte, hogy továbbra is szállít motorokat a Red Bull Racingnek. Január 31-én jelentették be, hogy az orosz Vitalij Petrov lesz Kubica csapattársa. Kubica szinte végig jobb eredményt ért el, mint Petrov. Az év végén az ötödöik helyen végeztek, köszönhetően Kubica három dobogós helyezésének is. Az év végén a Renault bejelentette, hogy mint csapat kiszállnak, jogutódjuk a Lotus F1 Team lett, amelynek erőforrásokat továbbra is szállítottak.

### Lotus Renault GP (2011)
Habár a kiszállás mellett döntöttek, a 2011-es év még átmeneti volt: a Lotus Cars vette meg a csapatot, amely brit licensz alá vitte át azt, azonban megtartotta a kasztnik elnevezésének hagyományát, a csapat Renault-motorokat használt, a festést arany-feketére cserélték (John Player Special festésminta, a Lotus csapat használta a nyolcvanas években), és a csapatot Lotus Renault GP-re nevezték át. Ebből jogvita is volt, ugyanis az előző év óta a bajnokságban vett részt a Lotus Racing csapata, amely időközben megvette a névjogokat, és Team Lotus néven kívánt indulni 2011-ben. Azt is tervezték, hogy visszatérnek a fekete-arany festéshez a korábbi zöld-sárga, szintén Lotus-festésről. Ennek megfelelően előállt az a furcsa helyzet, hogy két Lotus-csapat indult a bajnokságban, mindkettő Renault-motorokat használt, és mindkettőnek megvolt a joga ahhoz, hogy a Lotus nevet illetve valamelyik tradicionális festést használja. A furcsa helyzetet az oldotta meg, hogy a Team Lotus 2012-ben felvette a Caterham nevet.
Ebben az idényben Robert Kubica nem erősíthette a csapatot, ugyanis hatalmas ralibalesetet szenvedett, ami kis híján az életébe került. Helyette Nick Heidfeld ült be. Az évad második felétől csak szenvedtek, a befújt diffúzorok körüli tiltás miatt. Az év végén a renault mint névadó szponzor is kiszállt, a csapat négy évig Lotus F1 Team néven versenyzett.

### Újabb visszatérés (2016–2020)

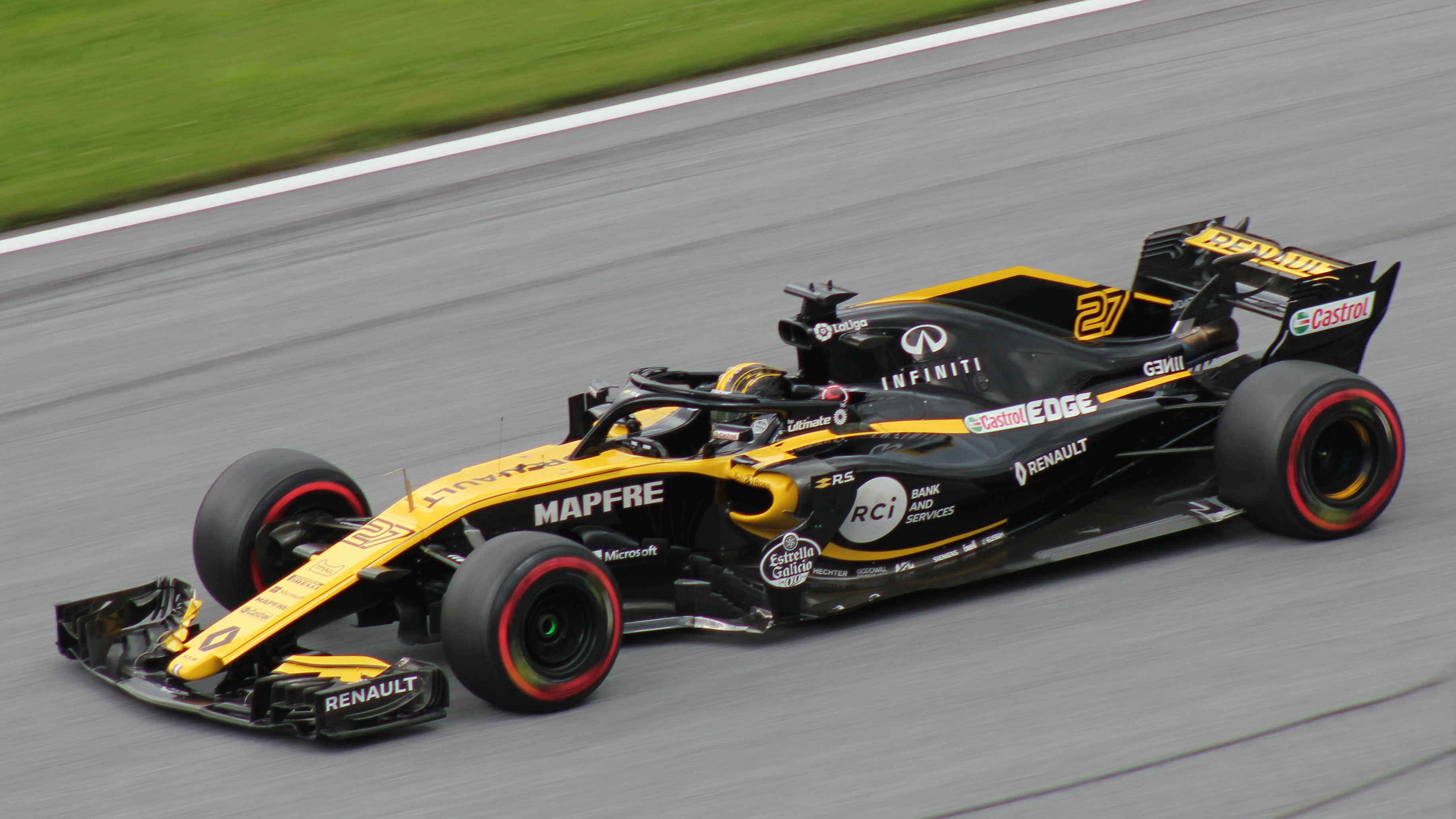
Nico Hülkenberg a 2018-as Osztrák nagydíjon

Alig négy év kihagyás után a Renault ajánlatot tett arra, hogy visszavásárolja a Lotus F1 Team-et, amely ekkor komoly problémákkal küszködött. A projekt sikere érdekében megnyerték magát Alain Prostot is. Autójukat Kevin Magnussen és Jolyon Palmer vezethették a 2016-os idényben. A szinte teljesen sárga színben pompázó renault R.S. 16-os azonban nem volt egy sikeres konstrukció. Főként azért, mert az előző évi autó alapjain építették, az viszont gyenge volt, megbízhatatlan, és még a Mercedes motorhoz készült. Ennek megfelelően a 2016-os idény inkább egy átmeneti év volt, amelyet a tabella alsóházában töltöttek. 8 pontot szereztek egész évben, ami a 9. helyre volt elegendő.
2017-ben Frédéric Vasseur-t elbocsátották, helyette Cyril Abiteboul érkezett. Magnussen helyére Nico Hülkenberg ült be, Palmertől pedig idő előtt megváltak a gyenge teljesítménye miatt: az amerikai nagydíjtól Carlos Sainz Jr. ült be a helyére. Ez az év már sokkal jobban sikerült, hatodikok lettek 57 ponttal. A fejlődés töretlen volt 2018-ban is: megtartották versenyzőpárosukat, amely szállította a jó eredményeket, így a 4. helyen végeztek év végén.
2019-ben a még feljebb lépés volt a célja a csapatnak, ezért leigazolták a Red Bull csapatától Daniel Ricciardót. Ez az év azonban nem indult túl jól: technikai hibák és banális vezetői malőrök miatt elmaradtak az eredmények, és a nagy rivális McLaren is eléjük került.
2020-tól 11 év után újra van névadó főszponzora a csapatnak, az arab szállítmányozási cég, a DP World személyében.

## A Renault F1 Junior Team
2010-től a Renault nagyobb gondot fordít az utánpótlás nevelésére. Felvásárolták a GP2-es DAMS csapatot. Pilótának a csapat két Formula–1-es tesztpilótája Jerome d'Ambrosio és Ho-Ping Tung versenyez.
2016-os visszatérésük a Formula–1-be lehetővé tette a fiatal és tehetséges pilóták nevelése, Renault Sport Academy néven. Oliver Rowland, Louis Deletraz, Jack Aitken és Kevin Jörg lettek az újonnan létrehozott akadémia tagjai.

## Eredmények a Formula–1-ben

### Összefoglaló
| Szezon                                                               | Név                                 | Modell                     | Gumi | Motor                    | Üzemanyag | Versenyzõk                                        | Helyezés                 |
| -------------------------------------------------------------------- | ----------------------------------- | -------------------------- | ---- | ------------------------ | --------- | ------------------------------------------------- | ------------------------ |
| 1977                                                                 | Équipe Renault Elf                  | Renault RS01               | M    | Renault-Gordini V6 turbó | Elf       | Jean-Pierre Jabouille                             | Helyezés nélkül (0 pont) |
| 1978                                                                 | Équipe Renault Elf                  | Renault RS01               | M    | Renault-Gordini V6 turbó | Elf       | Jean-Pierre Jabouille                             | 12. (3 pont)             |
| 1979                                                                 | Équipe Renault Elf                  | Renault RS01 Renault RS10  | M    | Renault-Gordini V6 turbó | Elf       | Jean-Pierre Jabouille René Arnoux                 | 6. (26 pont)             |
| 1980                                                                 | Équipe Renault Elf                  | Renault RE20               | M    | Renault-Gordini V6 turbó | Elf       | Jean-Pierre Jabouille René Arnoux                 | 4. (38 pont)             |
| 1981                                                                 | Équipe Renault Elf                  | Renault RE20B Renault RE30 | M    | Renault-Gordini V6 turbó | Elf       | Alain Prost René Arnoux                           | 3. (54 pont)             |
| 1982                                                                 | Équipe Renault Elf                  | Renault RE30B              | M    | Renault-Gordini V6 turbó | Elf       | Alain Prost René Arnoux                           | 3. (62 pont)             |
| 1983                                                                 | Équipe Renault Elf                  | Renault RE30C Renault RE40 | M    | Renault-Gordini V6 turbó | Elf       | Alain Prost Eddie Cheever                         | 2. (79 pont)             |
| 1984                                                                 | Équipe Renault Elf                  | Renault RE50               | M    | Renault-Gordini V6 turbó | Elf       | Patrick Tambay Derek Warwick Philippe Streiff     | 5. (34 pont)             |
| 1985                                                                 | Équipe Renault Elf                  | Renault RE60 Renault RE60B | G    | Renault-Gordini V6 turbó | Elf       | Patrick Tambay Derek Warwick François Hesnault    | 7. (16 pont)             |
| 1986-tól 2001-ig a Renault nem vett részt csapatként a Formula–1-ben |                                     |                            |      |                          |           |                                                   |                          |
| 2002                                                                 | Mild Seven Renault F1 Team          | Renault R202               | M    | Renault V10              | Elf       | Jenson Button Jarno Trulli                        | 4. (23 pont)             |
| 2003                                                                 | Mild Seven Renault F1 Team          | Renault R23 Renault R23B   | M    | Renault V10              | Elf       | Fernando Alonso Jarno Trulli                      | 4. (88 pont)             |
| 2004                                                                 | Mild Seven Renault F1 Team          | Renault R24                | M    | Renault V10              | Elf       | Fernando Alonso Jarno Trulli Jacques Villeneuve   | 3. (105 pont)            |
| 2005                                                                 | Mild Seven Renault F1 Team          | Renault R25                | M    | Renault V10              | Elf       | Fernando Alonso Giancarlo Fisichella              | Világbajnok (191 pont)   |
| 2006                                                                 | Mild Seven Renault F1 Team          | Renault R26                | M    | Renault V8               | Elf       | Fernando Alonso Giancarlo Fisichella              | Világbajnok (206 pont)   |
| 2007                                                                 | ING Renault F1 Team                 | Renault R27                | B    | Renault V8               | Elf       | Heikki Kovalainen Giancarlo Fisichella            | 3. (51 pont)             |
| 2008                                                                 | ING Renault F1 Team                 | Renault R28                | B    | Renault V8               | Elf       | Fernando Alonso Nelson Piquet Jr.                 | 4. (80 pont)             |
| 2009                                                                 | ING Renault F1 Team Renault F1 Team | Renault R29                | B    | Renault V8               | Total     | Fernando Alonso Nelson Piquet Jr. Romain Grosjean | 8. (26 pont)             |
| 2010                                                                 | Renault F1 Team                     | Renault R30                | B    | Renault V8               | Total     | Vitalij Petrov Robert Kubica                      | 5. (163 pont)            |
| 2011                                                                 | Lotus Renault GP                    | Renault R31                | P    | Renault V8               | Total     | Vitalij Petrov Nick Heidfeld Bruno Senna          | 5. (73 pont)             |
| 2012-től 2015-ig a Renault nem vett részt csapatként a Formula–1-ben |                                     |                            |      |                          |           |                                                   |                          |
| 2016                                                                 | Renault Sport Formula One Team      | Renault R.S.16             | P    | Renault V6 turbó         | Total     | Kevin Magnussen Jolyon Palmer                     | 9. (8 pont)              |
| 2017                                                                 | Renault Sport Formula One Team      | Renault R.S.17             | P    | Renault V6 turbó         | BP        | Nico Hülkenberg Jolyon Palmer Carlos Sainz Jr.    | 6. (57 pont)             |
| 2018                                                                 | Renault Sport Formula One Team      | Renault R.S.18             | P    | Renault V6 turbó         | BP        | Nico Hülkenberg Carlos Sainz Jr.                  | 4. (122 pont)            |
| 2019                                                                 | Renault F1 Team                     | Renault R.S.19             | P    | Renault V6 turbó         | BP        | Daniel Ricciardo Nico Hülkenberg                  | 5. (91 pont)             |
| 2020                                                                 | Renault DP World F1 Team            | Renault R.S.20             | P    | Renault V6 turbó         | BP        | Daniel Ricciardo Esteban Ocon                     | 5. (181 pont)            |

### Teljes Formula–1-es eredménysorozata
(Táblázat értelmezése)

(Félkövér: pole-pozícióból indult; dőlt: leggyorsabb kört futott) 

| A Renault teljes Formula–1-es eredménysorozata                       | A Renault teljes Formula–1-es eredménysorozata | A Renault teljes Formula–1-es eredménysorozata              | A Renault teljes Formula–1-es eredménysorozata | A Renault teljes Formula–1-es eredménysorozata | A Renault teljes Formula–1-es eredménysorozata | A Renault teljes Formula–1-es eredménysorozata | A Renault teljes Formula–1-es eredménysorozata |     |     |     |     |     |     |     |     |     |     |     |     |     |     |     |     |     |     |      |          |
| Év                                                                   | Modell                                         | Motor                                                       | Gumik                                          | Versenyzők                                     | 1                                              | 2                                              | 3                                              | 4   | 5   | 6   | 7   | 8   | 9   | 10  | 11  | 12  | 13  | 14  | 15  | 16  | 17  | 18  | 19  | 20  | 21  | Pont | Helyezés |
| -------------------------------------------------------------------- | ---------------------------------------------- | ----------------------------------------------------------- | ---------------------------------------------- | ---------------------------------------------- | ---------------------------------------------- | ---------------------------------------------- | ---------------------------------------------- | --- | --- | --- | --- | --- | --- | --- | --- | --- | --- | --- | --- | --- | --- | --- | --- | --- | --- | ---- | -------- |
| 1977                                                                 | RS01                                           | Renault-Gordini EF1 V6 turbó                                | M                                              |                                                | ARG                                            | BRA                                            | RSA                                            | USW | ESP | MON | BEL | SWE | FRA | GBR | GER | AUT | NED | ITA | USA | CAN | JPN |     |     |     |     | 0    | HN       |
| 1977                                                                 | RS01                                           | Renault-Gordini EF1 V6 turbó                                | M                                              | Jean-Pierre Jabouille                          |                                                |                                                |                                                |     |     |     |     |     |     | Ki  |     |     | Ki  | Ki  | Ki  | NK  |     |     |     |     |     | 0    | HN       |
| 1978                                                                 | RS01                                           | Renault-Gordini EF1 V6 turbó                                | M                                              |                                                | ARG                                            | BRA                                            | RSA                                            | USW | MON | BEL | ESP | SWE | FRA | GBR | GER | AUT | NED | ITA | USA | CAN |     |     |     |     |     | 3    | 12.      |
| 1978                                                                 | RS01                                           | Renault-Gordini EF1 V6 turbó                                | M                                              | Jean-Pierre Jabouille                          |                                                |                                                | Ki                                             | Ki  | 10  | Hn  | 13  | Ki  | Ki  | Ki  | Ki  | Ki  | Ki  | Ki  | 4   | 12  |     |     |     |     |     | 3    | 12.      |
| 1979                                                                 | RS01 RS10                                      | Renault-Gordini EF1 V6 turbó                                | M                                              |                                                | ARG                                            | BRA                                            | RSA                                            | USW | ESP | BEL | MON | FRA | GBR | GER | AUT | NED | ITA | CAN | USA |     |     |     |     |     |     | 26   | 6.       |
| 1979                                                                 | RS01 RS10                                      | Renault-Gordini EF1 V6 turbó                                | M                                              | Jean-Pierre Jabouille                          | Ki                                             | 10                                             | Ki                                             | Sér | Ki  | Ki  | Hn  | 1   | Ki  | Ki  | Ki  | Ki  | 14  | Ki  | Ki  |     |     |     |     |     |     | 26   | 6.       |
| 1979                                                                 | RS01 RS10                                      | Renault-Gordini EF1 V6 turbó                                | M                                              | René Arnoux                                    | Ki                                             | Ki                                             | Ki                                             | Ni  | 9   | Ki  | Ki  | 3   | 2   | Ki  | 6   | Ki  | Ki  | Ki  | 2   |     |     |     |     |     |     | 26   | 6.       |
| 1980                                                                 | RE20                                           | Renault-Gordini EF1 V6 turbó                                | M                                              |                                                | ARG                                            | BRA                                            | RSA                                            | USW | BEL | MON | FRA | GBR | GER | AUT | NED | ITA | CAN | USA |     |     |     |     |     |     |     | 38   | 4.       |
| 1980                                                                 | RE20                                           | Renault-Gordini EF1 V6 turbó                                | M                                              | Jean-Pierre Jabouille                          | Ki                                             | Ki                                             | Ki                                             | 10  | Ki  | Ki  | Ki  | Ki  | Ki  | 1   | Ki  | Ki  | Ki  | Sér |     |     |     |     |     |     |     | 38   | 4.       |
| 1980                                                                 | RE20                                           | Renault-Gordini EF1 V6 turbó                                | M                                              | René Arnoux                                    | Ki                                             | 1                                              | 1                                              | 9   | 4   | Ki  | 5   | Hn  | Ki  | 9   | 2   | 10  | Ki  | 7   |     |     |     |     |     |     |     | 38   | 4.       |
| 1981                                                                 | RE20B RE30                                     | Renault-Gordini EF1 V6 turbó                                | M                                              |                                                | USW                                            | BRA                                            | ARG                                            | SMR | BEL | MON | ESP | FRA | GBR | GER | AUT | NED | ITA | CAN | LVS |     |     |     |     |     |     | 54   | 3.       |
| 1981                                                                 | RE20B RE30                                     | Renault-Gordini EF1 V6 turbó                                | M                                              | Alain Prost                                    | Ki                                             | Ki                                             | 3                                              | Ki  | Ki  | Ki  | Ki  | 1   | Ki  | 2   | Ki  | 1   | 1   | Ki  | 2   |     |     |     |     |     |     | 54   | 3.       |
| 1981                                                                 | RE20B RE30                                     | Renault-Gordini EF1 V6 turbó                                | M                                              | René Arnoux                                    | 8                                              | Ki                                             | 5                                              | 8   | NK  | Ki  | 9   | 4   | 9   | 13  | 2   | Ki  | Ki  | Ki  | Ki  |     |     |     |     |     |     | 54   | 3.       |
| 1982                                                                 | RE30B                                          | Renault-Gordini EF1 V6 turbó                                | M                                              |                                                | RSA                                            | BRA                                            | USW                                            | SMR | BEL | MON | DET | CAN | NED | GBR | FRA | GER | AUT | SUI | ITA | LVS |     |     |     |     |     | 62   | 3.       |
| 1982                                                                 | RE30B                                          | Renault-Gordini EF1 V6 turbó                                | M                                              | Alain Prost                                    | 1                                              | 1                                              | Ki                                             | Ki  | Ki  | 7   | Hn  | Ki  | Ki  | 6   | 2   | Ki  | 8   | 2   | Ki  | 4   |     |     |     |     |     | 62   | 3.       |
| 1982                                                                 | RE30B                                          | Renault-Gordini EF1 V6 turbó                                | M                                              | René Arnoux                                    | 3                                              | Ki                                             | Ki                                             | Ki  | Ki  | Ki  | 10  | Ki  | Ki  | Ki  | 1   | 2   | Ki  | 16  | 1   | Ki  |     |     |     |     |     | 62   | 3.       |
| 1983                                                                 | RE30C RE40                                     | Renault-Gordini EF1 V6 turbó                                | M                                              |                                                | BRA                                            | USW                                            | FRA                                            | SMR | MON | BEL | DET | CAN | GBR | GER | AUT | NED | ITA | EUR | RSA |     |     |     |     |     |     | 79   | 2.       |
| 1983                                                                 | RE30C RE40                                     | Renault-Gordini EF1 V6 turbó                                | M                                              | Alain Prost                                    | 7                                              | 11                                             | 1                                              | 2   | 3   | 1   | 8   | 5   | 1   | 4   | 1   | Ki  | Ki  | 2   | Ki  |     |     |     |     |     |     | 79   | 2.       |
| 1983                                                                 | RE30C RE40                                     | Renault-Gordini EF1 V6 turbó                                | M                                              | Eddie Cheever                                  | Ki                                             | Ki                                             | 3                                              | Ki  | Ki  | 3   | Ki  | 2   | Ki  | Ki  | 4   | Ki  | 3   | 10  | 6   |     |     |     |     |     |     | 79   | 2.       |
| 1984                                                                 | RE50                                           | Renault-Gordini EF4 V6 turbó                                | M                                              |                                                | BRA                                            | RSA                                            | BEL                                            | SMR | FRA | MON | CAN | DET | USA | GBR | GER | AUT | NED | ITA | EUR | POR |     |     |     |     |     | 34   | 5.       |
| 1984                                                                 | RE50                                           | Renault-Gordini EF4 V6 turbó                                | M                                              | Patrick Tambay                                 | 5                                              | Ki                                             | 7                                              | Ki  | 2   | Ki  | Sér | Ki  | Ki  | 8   | 5   | Ki  | 6   | Ki  | Ki  | 7   |     |     |     |     |     | 34   | 5.       |
| 1984                                                                 | RE50                                           | Renault-Gordini EF4 V6 turbó                                | M                                              | Derek Warwick                                  | Ki                                             | 3                                              | 2                                              | 4   | Ki  | Ki  | Ki  | Ki  | Ki  | 2   | 3   | Ki  | Ki  | Ki  | 11  | Ki  |     |     |     |     |     | 34   | 5.       |
| 1984                                                                 | RE50                                           | Renault-Gordini EF4 V6 turbó                                | M                                              | Philippe Streiff                               |                                                |                                                |                                                |     |     |     |     |     |     |     |     |     |     |     |     | Ki  |     |     |     |     |     | 34   | 5.       |
| 1985                                                                 | RE60 RE60B                                     | Renault-Gordini EF4B V6 turbó Renault-Gordini EF15 V6 turbó | G                                              |                                                | BRA                                            | POR                                            | SMR                                            | MON | CAN | DET | FRA | GBR | GER | AUT | NED | ITA | BEL | EUR | RSA | AUS |     |     |     |     |     | 16   | 7.       |
| 1985                                                                 | RE60 RE60B                                     | Renault-Gordini EF4B V6 turbó Renault-Gordini EF15 V6 turbó | G                                              | Patrick Tambay                                 | 5                                              | 3                                              | 3                                              | Ki  | 7   | Ki  | 6   | Ki  | Ki  | 10  | Ki  | 7   | Ki  | 12  |     | Ki  |     |     |     |     |     | 16   | 7.       |
| 1985                                                                 | RE60 RE60B                                     | Renault-Gordini EF4B V6 turbó Renault-Gordini EF15 V6 turbó | G                                              | Derek Warwick                                  | 10                                             | 7                                              | 10                                             | 5   | Ki  | Ki  | 7   | 5   | Ki  | Ki  | Ki  | Ki  | 6   | Ki  |     | Ki  |     |     |     |     |     | 16   | 7.       |
| 1985                                                                 | RE60 RE60B                                     | Renault-Gordini EF4B V6 turbó Renault-Gordini EF15 V6 turbó | G                                              | François Hesnault                              |                                                |                                                |                                                |     |     |     |     |     | Ki  |     |     |     |     |     |     |     |     |     |     |     |     | 16   | 7.       |
| 1986-tól 2001-ig a Renault nem vett részt csapatként a Formula–1-ben |                                                |                                                             |                                                |                                                |                                                |                                                |                                                |     |     |     |     |     |     |     |     |     |     |     |     |     |     |     |     |     |     |      |          |
| 2002                                                                 | R202                                           | Renault RS22 3.0 V10                                        | M                                              |                                                | AUS                                            | MAL                                            | BRA                                            | SMR | ESP | AUT | MON | CAN | EUR | GBR | FRA | GER | HUN | BEL | ITA | USA | JPN |     |     |     |     | 23   | 4.       |
| 2002                                                                 | R202                                           | Renault RS22 3.0 V10                                        | M                                              | Jarno Trulli                                   | Ki                                             | Ki                                             | Ki                                             | 9   | 10  | Ki  | 4   | 6   | 8   | Ki  | Ki  | Ki  | 8   | Ki  | 4   | 5   | Ki  |     |     |     |     | 23   | 4.       |
| 2002                                                                 | R202                                           | Renault RS22 3.0 V10                                        | M                                              | Jenson Button                                  | Ki                                             | 4                                              | 4                                              | 5   | 12  | 7   | Ki  | 15  | 5   | 12  | 6   | Ki  | Ki  | Ki  | 5   | 8   | 6   |     |     |     |     | 23   | 4.       |
| 2003                                                                 | R23                                            | Renault RS23 3.0 V10                                        | M                                              |                                                | AUS                                            | MAL                                            | BRA                                            | SMR | ESP | AUT | MON | CAN | EUR | FRA | GBR | GER | HUN | ITA | USA | JPN |     |     |     |     |     | 88   | 4.       |
| 2003                                                                 | R23                                            | Renault RS23 3.0 V10                                        | M                                              | Jarno Trulli                                   | 5                                              | 5                                              | 8                                              | 13  | Ki  | 8   | 6   | Ki  | Ki  | Ki  | 6   | 3   | 7   | Ki  | 4   | 5   |     |     |     |     |     | 88   | 4.       |
| 2003                                                                 | R23                                            | Renault RS23 3.0 V10                                        | M                                              | Fernando Alonso                                | 7                                              | 3                                              | 3                                              | 6   | 2   | Ki  | 5   | 4   | 4   | Ki  | Ki  | 4   | 1   | 8   | Ki  | Ki  |     |     |     |     |     | 88   | 4.       |
| 2004                                                                 | R24                                            | Renault RS24 3.0 V10                                        | M                                              |                                                | AUS                                            | MAL                                            | BHR                                            | SMR | ESP | MON | EUR | CAN | USA | FRA | GBR | GER | HUN | BEL | ITA | CHN | JPN | BRA |     |     |     | 105  | 3.       |
| 2004                                                                 | R24                                            | Renault RS24 3.0 V10                                        | M                                              | Jarno Trulli                                   | 7                                              | 5                                              | 4                                              | 5   | 3   | 1   | 4   | Ki  | 4   | 4   | Ki  | 11  | Ki  | 9   | 10  |     |     |     |     |     |     | 105  | 3.       |
| 2004                                                                 | R24                                            | Renault RS24 3.0 V10                                        | M                                              | Jacques Villeneuve                             |                                                |                                                |                                                |     |     |     |     |     |     |     |     |     |     |     |     | 11  | 10  | 10  |     |     |     | 105  | 3.       |
| 2004                                                                 | R24                                            | Renault RS24 3.0 V10                                        | M                                              | Fernando Alonso                                | 3                                              | 7                                              | 6                                              | 4   | 4   | Ki  | 5   | Ki  | Ki  | 2   | 10  | 3   | 3   | Ki  | Ki  | 4   | 5   | 4   |     |     |     | 105  | 3.       |
| 2005                                                                 | R25                                            | Renault RS25 3.0 V10                                        | M                                              |                                                | AUS                                            | MAL                                            | BHR                                            | SMR | ESP | MON | EUR | CAN | USA | FRA | GBR | GER | HUN | TUR | ITA | BEL | BRA | JPN | CHN |     |     | 191  | 1.       |
| 2005                                                                 | R25                                            | Renault RS25 3.0 V10                                        | M                                              | Fernando Alonso                                | 3                                              | 1                                              | 1                                              | 1   | 2   | 4   | 1   | Ki  | Vi  | 1   | 2   | 1   | 11  | 2   | 2   | 2   | 3   | 3   | 1   |     |     | 191  | 1.       |
| 2005                                                                 | R25                                            | Renault RS25 3.0 V10                                        | M                                              | Giancarlo Fisichella                           | 1                                              | Ki                                             | Ki                                             | Ki  | 5   | 12  | 6   | Ki  | Vi  | 6   | 4   | 4   | 9   | 4   | 3   | Ki  | 5   | 2   | 4   |     |     | 191  | 1.       |
| 2006                                                                 | R26                                            | Renault RS26 2.4 V8                                         | M                                              |                                                | BHR                                            | MAL                                            | AUS                                            | SMR | EUR | ESP | MON | GBR | CAN | USA | FRA | GER | HUN | TUR | ITA | CHN | JPN | BRA |     |     |     | 206  | 1.       |
| 2006                                                                 | R26                                            | Renault RS26 2.4 V8                                         | M                                              | Fernando Alonso                                | 1                                              | 2                                              | 1                                              | 2   | 2   | 1   | 1   | 1   | 1   | 5   | 2   | 5   | Ki  | 2   | Ki  | 2   | 1   | 2   |     |     |     | 206  | 1.       |
| 2006                                                                 | R26                                            | Renault RS26 2.4 V8                                         | M                                              | Giancarlo Fisichella                           | Ki                                             | 1                                              | 5                                              | 8   | 6   | 3   | 6   | 3   | 4   | 3   | 6   | 6   | Ki  | 6   | 4   | 3   | 3   | 6   |     |     |     | 206  | 1.       |
| 2007                                                                 | R27                                            | Renault RS27 2.4 V8                                         | B                                              |                                                | AUS                                            | MAL                                            | BHR                                            | ESP | MON | CAN | USA | FRA | GBR | EUR | HUN | TUR | ITA | BEL | JPN | CHN | BRA |     |     |     |     | 51   | 3.       |
| 2007                                                                 | R27                                            | Renault RS27 2.4 V8                                         | B                                              | Giancarlo Fisichella                           | 5                                              | 6                                              | 8                                              | 9   | 4   | Kiz | 9   | 6   | 8   | 10  | 12  | 9   | 12  | Ki  | 5   | 11  | Ki  |     |     |     |     | 51   | 3.       |
| 2007                                                                 | R27                                            | Renault RS27 2.4 V8                                         | B                                              | Heikki Kovalainen                              | 10                                             | 8                                              | 9                                              | 7   | 13  | 4   | 5   | 15  | 7   | 8   | 8   | 6   | 7   | 8   | 2   | 9   | Ki  |     |     |     |     | 51   | 3.       |
| 2008                                                                 | R28                                            | Renault RS27 2.4 V8                                         | B                                              |                                                | AUS                                            | MAL                                            | BHR                                            | ESP | TUR | MON | CAN | FRA | GBR | GER | HUN | EUR | BEL | ITA | SIN | JPN | CHN | BRA |     |     |     | 80   | 4.       |
| 2008                                                                 | R28                                            | Renault RS27 2.4 V8                                         | B                                              | Fernando Alonso                                | 4                                              | 8                                              | 10                                             | Ki  | 6   | 10  | Ki  | 8   | 6   | 11  | 4   | Ki  | 4   | 4   | 1   | 1   | 4   | 2   |     |     |     | 80   | 4.       |
| 2008                                                                 | R28                                            | Renault RS27 2.4 V8                                         | B                                              | Nelson Piquet Jr.                              | Ki                                             | 11                                             | Ki                                             | Ki  | 15  | Ki  | Ki  | 7   | Ki  | 2   | 6   | 11  | Ki  | 10  | Ki  | 4   | 8   | Ki  |     |     |     | 80   | 4.       |
| 2009                                                                 | R29                                            | Renault RS27 2.4 V8                                         | B                                              |                                                | AUS                                            | MAL                                            | CHN                                            | BHR | ESP | MON | TUR | GBR | GER | HUN | EUR | BEL | ITA | SIN | JPN | BRA | UAE |     |     |     |     | 26   | 8.       |
| 2009                                                                 | R29                                            | Renault RS27 2.4 V8                                         | B                                              | Fernando Alonso                                | 5                                              | 11                                             | 9                                              | 8   | 5   | 7   | 10  | 14  | 7   | Ki  | 6   | Ki  | 5   | 3   | 10  | Ki  | 14  |     |     |     |     | 26   | 8.       |
| 2009                                                                 | R29                                            | Renault RS27 2.4 V8                                         | B                                              | Nelson Piquet Jr.                              | Ki                                             | 13                                             | 16                                             | 10  | 12  | Ki  | 16  | 12  | 13  | 12  |     |     |     |     |     |     |     |     |     |     |     | 26   | 8.       |
| 2009                                                                 | R29                                            | Renault RS27 2.4 V8                                         | B                                              | Romain Grosjean                                |                                                |                                                |                                                |     |     |     |     |     |     |     | 15  | Ki  | 15  | Ki  | 16  | 13  | 18  |     |     |     |     | 26   | 8.       |
| 2010                                                                 | R30                                            | Renault RS27-2010 2.4 V8                                    | B                                              |                                                | BHR                                            | AUS                                            | MAL                                            | CHN | ESP | MON | TUR | CAN | EUR | GBR | GER | HUN | BEL | ITA | SIN | JPN | KOR | BRA | UAE |     |     | 163  | 5.       |
| 2010                                                                 | R30                                            | Renault RS27-2010 2.4 V8                                    | B                                              | Robert Kubica                                  | 11                                             | 2                                              | 4                                              | 5   | 8   | 3   | 6   | 7   | 5   | Ki  | 7   | Ki  | 3   | 8   | 7   | Ki  | 5   | 9   | 5   |     |     | 163  | 5.       |
| 2010                                                                 | R30                                            | Renault RS27-2010 2.4 V8                                    | B                                              | Vitalij Petrov                                 | Ki                                             | Ki                                             | Ki                                             | 7   | 11  | 13  | 15  | 17  | 14  | 13  | 10  | 5   | 9   | 13  | 15  | Ki  | Ki  | 15  | 5   |     |     | 163  | 5.       |
| 2011                                                                 | R31                                            | Renault RS27-2011 2.4 V8                                    | P                                              |                                                | AUS                                            | MAL                                            | CHN                                            | TUR | ESP | MON | CAN | EUR | GBR | GER | HUN | BEL | ITA | SIN | JPN | KOR | IND | UAE | BRA |     |     | 73   | 5.       |
| 2011                                                                 | R31                                            | Renault RS27-2011 2.4 V8                                    | P                                              | Vitalij Petrov                                 | 3                                              | 17                                             | 9                                              | 8   | 11  | Ki  | 5   | 15  | 12  | 10  | 12  | 9   | Ki  | 17  | 9   | Ki  | 11  | 13  | 10  |     |     | 73   | 5.       |
| 2011                                                                 | R31                                            | Renault RS27-2011 2.4 V8                                    | P                                              | Nick Heidfeld                                  | 12                                             | 3                                              | 12                                             | 7   | 8   | 8   | Ki  | 10  | 8   | Ki  | Ki  |     |     |     |     |     |     |     |     |     |     | 73   | 5.       |
| 2011                                                                 | R31                                            | Renault RS27-2011 2.4 V8                                    | P                                              | Bruno Senna                                    |                                                |                                                |                                                |     |     |     |     |     |     |     |     | 13  | 9   | 15  | 16  | 13  | 12  | 16  | 17  |     |     | 73   | 5.       |
| 2012-től 2015-ig a Renault nem vett részt csapatként a Formula–1-ben |                                                |                                                             |                                                |                                                |                                                |                                                |                                                |     |     |     |     |     |     |     |     |     |     |     |     |     |     |     |     |     |     |      |          |
| 2016                                                                 | RS16                                           | Renault R.E.16 1.6 V6 turbó                                 | P                                              |                                                | AUS                                            | BHR                                            | CHN                                            | RUS | ESP | MON | CAN | EUR | AUT | GBR | HUN | GER | BEL | ITA | SIN | MAL | JPN | USA | MEX | BRA | UAE | 8    | 9.       |
| 2016                                                                 | RS16                                           | Renault R.E.16 1.6 V6 turbó                                 | P                                              | Kevin Magnussen                                | 12                                             | 11                                             | 17                                             | 7   | 15  | Ki  | 16  | 14  | 14  | 17  | 15  | 16  | Ki  | 17  | 10  | Ki  | 14  | 12  | 17  | 14  | Ki  | 8    | 9.       |
| 2016                                                                 | RS16                                           | Renault R.E.16 1.6 V6 turbó                                 | P                                              | Jolyon Palmer                                  | 11                                             | Ni                                             | 22                                             | 13  | 13  | Ki  | Ki  | 15  | 12  | Ki  | 12  | 19  | 15  | Ki  | 15  | 10  | 12  | 13  | 14  | Ki  | 17  | 8    | 9.       |
| 2017                                                                 | RS17                                           | Renault R.E.17 1.6 V6 turbó                                 | P                                              |                                                | AUS                                            | CHN                                            | BHR                                            | RUS | ESP | MON | CAN | AZE | AUT | GBR | HUN | BEL | ITA | SIN | MAL | JPN | USA | MEX | BRA | UAE |     | 57   | 6.       |
| 2017                                                                 | RS17                                           | Renault R.E.17 1.6 V6 turbó                                 | P                                              | Nico Hülkenberg                                | 11                                             | 12                                             | 9                                              | 8   | 6   | Ki  | 8   | Ki  | 13  | 6   | 17† | 6   | 13  | Ki  | 16  | Ki  | Ki  | Ki  | 10  | 6   |     | 57   | 6.       |
| 2017                                                                 | RS17                                           | Renault R.E.17 1.6 V6 turbó                                 | P                                              | Jolyon Palmer                                  | Ki                                             | 13                                             | 13                                             | Ki  | 15  | 11  | 11  | Ki  | 11  | Ni  | 12  | 13  | Ki  | 6   | 15  | 12  |     |     |     |     |     | 57   | 6.       |
| 2017                                                                 | RS17                                           | Renault R.E.17 1.6 V6 turbó                                 | P                                              | Carlos Sainz Jr.                               |                                                |                                                |                                                |     |     |     |     |     |     |     |     |     |     |     |     |     | 7   | Ki  | 11  | Ki  |     | 57   | 6.       |
| 2018                                                                 | RS18                                           | Renault R.E.18 1.6 V6 turbó                                 | P                                              |                                                | AUS                                            | BHR                                            | CHN                                            | AZE | ESP | MON | CAN | FRA | AUT | GBR | GER | HUN | BEL | ITA | SIN | RUS | JPN | USA | MEX | BRA | UAE | 122  | 4.       |
| 2018                                                                 | RS18                                           | Renault R.E.18 1.6 V6 turbó                                 | P                                              | Nico Hülkenberg                                | 7                                              | 6                                              | 6                                              | Ki  | Ki  | 8   | 7   | 9   | Ki  | 6   | 5   | 12  | Ki  | 13  | 10  | 12  | Ki  | 6   | 6   | Ki  | Ki  | 122  | 4.       |
| 2018                                                                 | RS18                                           | Renault R.E.18 1.6 V6 turbó                                 | P                                              | Carlos Sainz Jr.                               | 10                                             | 11                                             | 9                                              | 5   | 7   | 10  | 8   | 8   | 12  | Ki  | 12  | 9   | 11  | 8   | 8   | 17  | 10  | 7   | Ki  | 12  | 6   | 122  | 4.       |
| 2019                                                                 | RS19                                           | Renault R.E.19 1.6 V6 turbó                                 | P                                              |                                                | AUS                                            | BHR                                            | CHN                                            | AZE | ESP | MON | CAN | FRA | AUT | GBR | GER | HUN | BEL | ITA | SIN | RUS | JPN | MEX | USA | BRA | UAE | 91   | 5.       |
| 2019                                                                 | RS19                                           | Renault R.E.19 1.6 V6 turbó                                 | P                                              | Daniel Ricciardo                               | Ki                                             | 18†                                            | 7                                              | Ki  | 12  | 9   | 6   | 11  | 12  | 7   | Ki  | 14  | 14  | 4   | 14  | Ki  | Kiz | 8   | 6   | 6   | 11  | 91   | 5.       |
| 2019                                                                 | RS19                                           | Renault R.E.19 1.6 V6 turbó                                 | P                                              | Nico Hülkenberg                                | 7                                              | 17†                                            | Ki                                             | 14  | 13  | 13  | 7   | 8   | 13  | 10  | Ki  | 12  | 8   | 5   | 9   | 10  | Kiz | 10  | 9   | 15  | 12  | 91   | 5.       |
| 2020                                                                 | RS20                                           | Renault R.E.19 1.6 V6 turbó                                 | P                                              |                                                | AUT                                            | STY                                            | HUN                                            | GBR | 70  | ESP | BEL | ITA | TOS | RUS | EIF | POR | EMI | TUR | BHR | SAK | UAE |     |     |     |     | 181  | 5.       |
| 2020                                                                 | RS20                                           | Renault R.E.19 1.6 V6 turbó                                 | P                                              | Daniel Ricciardo                               | ki                                             | 8                                              | 8                                              | 4   | 14  | 11  | 4   | 6   | 4   | 5   | 3   | 9   | 3   | 10  | 7   | 5   | 7   |     |     |     |     | 181  | 5.       |
| 2020                                                                 | RS20                                           | Renault R.E.19 1.6 V6 turbó                                 | P                                              | Esteban Ocon                                   | 8                                              | ki                                             | 14                                             | 6   | 8   | 13  | 5   | 8   | ki  | 7   | ki  | 8   | ki  | 11  | 9   | 2   | 9   |     |     |     |     | 181  | 5.       |

* Folyamatban lévő szezon.
†: Bár kiesett, de a verseny 90%-át teljesítette, így teljesítményét értékelték.

## Külső hivatkozások
- Hivatalos honlap

| Előző világbajnok: Ferrari | Formula–1-es világbajnok 2005-2006 | Formula–1-logó | Következő világbajnok: Ferrari |